# Chatham (Luisiana)
Chatham es un pueblo ubicado en la parroquia de Jackson en el estado estadounidense de Luisiana. En el Censo de 2010 tenía una población de 557 habitantes y una densidad poblacional de 186,85 personas por km².

## Geografía
Chatham se encuentra ubicado en las coordenadas 32°18′33″N 92°27′5″O / 32.30917, -92.45139. Según la Oficina del Censo de los Estados Unidos, Chatham tiene una superficie total de 2.98 km², de la cual 2.56 km² corresponden a tierra firme y (14.16%) 0.42 km² es agua.

## Demografía
Según el censo de 2010, había 557 personas residiendo en Chatham. La densidad de población era de 186,85 hab./km². De los 557 habitantes, Chatham estaba compuesto por el 60.86% blancos, el 37.52% eran afroamericanos, el 0.18% eran amerindios, el 0% eran asiáticos, el 0% eran isleños del Pacífico, el 0% eran de otras razas y el 1.44% pertenecían a dos o más razas. Del total de la población el 0.36% eran hispanos o latinos de cualquier raza.